# Golpe de Estado en Mauritania de 1984
El golpe de Estado de Mauritania de 1984 fue un golpe militar incruento en Mauritania que tuvo lugar el 12 de diciembre de 1984. El golpe fue encabezado por el jefe del Estado Mayor del Ejército, el coronel Maaouya Ould Sid'Ahmed Taya, que tomó el poder en la capital Nuakchot mientras el presidente, coronel Mohamed Khouna Ould Haidalla, se encontraba fuera del país. Haidalla asistía a una cumbre francófona en Buyumbura, Burundi. Taya había asumido la presidencia del gobernante Comité Militar para la Salvación Nacional (CMSN), de 24 miembros, una junta militar creada tras un golpe anterior en 1979.
Los informes de Nuakchot dijeron que el golpe no había causado perturbaciones y que los negocios seguían normales. Los refuerzos militares eran evidentes cerca de las estaciones de radio y televisión y de algunos edificios públicos, según los informes.
Después de huir inicialmente a Brazzaville, República Popular del Congo, Haidalla regresó al país un día después, y fue arrestado y encarcelado hasta 1988.